# Avima bicoloripes
Avima bicoloripes is een hooiwagen uit de familie Agoristenidae.